# Saison 2016 de l'équipe cycliste Wiggins
La saison 2016 de l'équipe cycliste Wiggins est la deuxième de cette équipe.

## Préparation de la saison 2016

### Arrivées et départs
| Arrivées           | Équipe 2015      |
| ------------------ | ---------------- |
| Scott Davies       |                  |
| Ashley Dennis      | Catford CC-Banks |
| Kian Emadi         |                  |
| Samuel Harrison    | NFTO             |
| Philip Hindes      |                  |
| Liam Holohan       | Madison Genesis  |
| Jake Kelly         |                  |
| James Knox         | Zappi's          |
| Samuel Lowe        | Raleigh GAC      |
| Michael O'Loughlin |                  |

| Départs             | Équipe 2016 |
| ------------------- | ----------- |
| Ashley Dennis       |             |
| Christopher Lawless |             |
| Iain Paton          |             |

## Coureurs et encadrement technique

### Effectif
| Cycliste           | Date de naissance | Nationalité | Équipe 2015      |  |
| ------------------ | ----------------- | ----------- | ---------------- |  |
| Steven Burke       | 4 mars 1988       | Royaume-Uni | Wiggins          |  |
| Mark Christian     | 20 novembre 1990  | Royaume-Uni | Wiggins          |  |
| Scott Davies       | 5 août 1995       | Royaume-Uni |                  |  |
| Ashley Dennis      | 4 février 1995    | Royaume-Uni | Catford CC-Banks |  |
| Jonathan Dibben    | 12 février 1994   | Royaume-Uni | Wiggins          |  |
| Owain Doull        | 2 mai 1993        | Royaume-Uni | Wiggins          |  |
| Kian Emadi         | 29 juillet 1992   | Royaume-Uni |                  |  |
| Luc Hall           | 26 mars 1995      | Royaume-Uni | Wiggins          |  |
| Samuel Harrison    | 24 juin 1992      | Royaume-Uni | NFTO             |  |
| Philip Hindes      | 22 septembre 1992 | Royaume-Uni |                  |  |
| Liam Holohan       | 22 février 1988   | Royaume-Uni | Madison Genesis  |  |
| Jake Kelly         | 17 janvier 1995   | Royaume-Uni |                  |  |
| James Knox         | 4 novembre 1995   | Royaume-Uni | Zappi's          |  |
| Christopher Latham | 6 février 1994    | Royaume-Uni | Wiggins          |  |
| Samuel Lowe        | 20 janvier 1994   | Royaume-Uni | Raleigh GAC      |  |
| Michael O'Loughlin | 14 février 1997   | Irlande     |                  |  |
| Daniel Patten      | 11 juillet 1986   | Royaume-Uni | Wiggins          |  |
| Daniel Pearson     | 26 février 1994   | Royaume-Uni | Wiggins          |  |
| Andrew Tennant     | 9 mars 1987       | Royaume-Uni | Wiggins          |  |
| Michael Thompson   | 8 février 1995    | Royaume-Uni | Wiggins          |  |
| Bradley Wiggins    | 28 mai 1980       | Royaume-Uni | Wiggins          |  |

Portraits
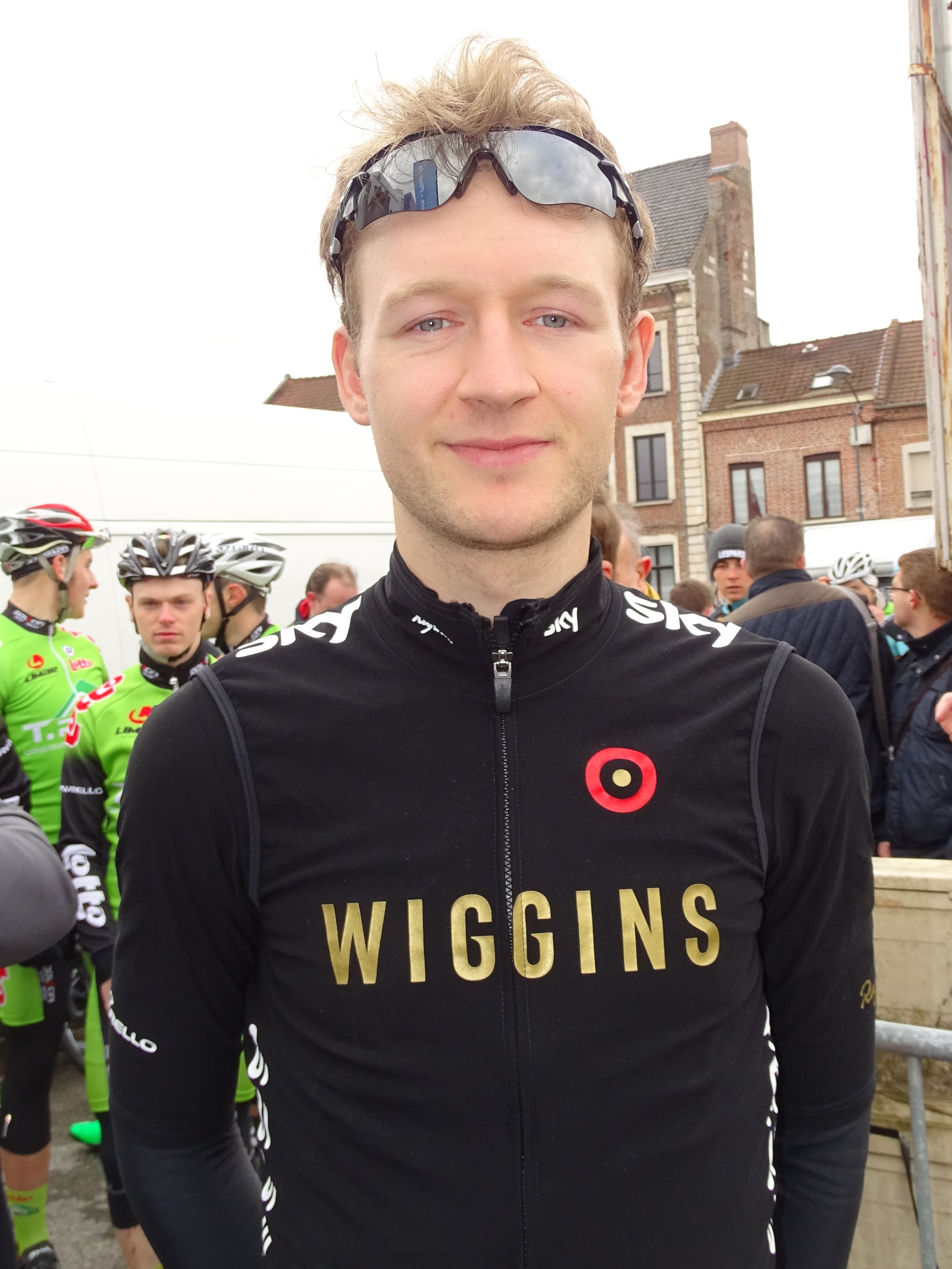
Mark Christian.
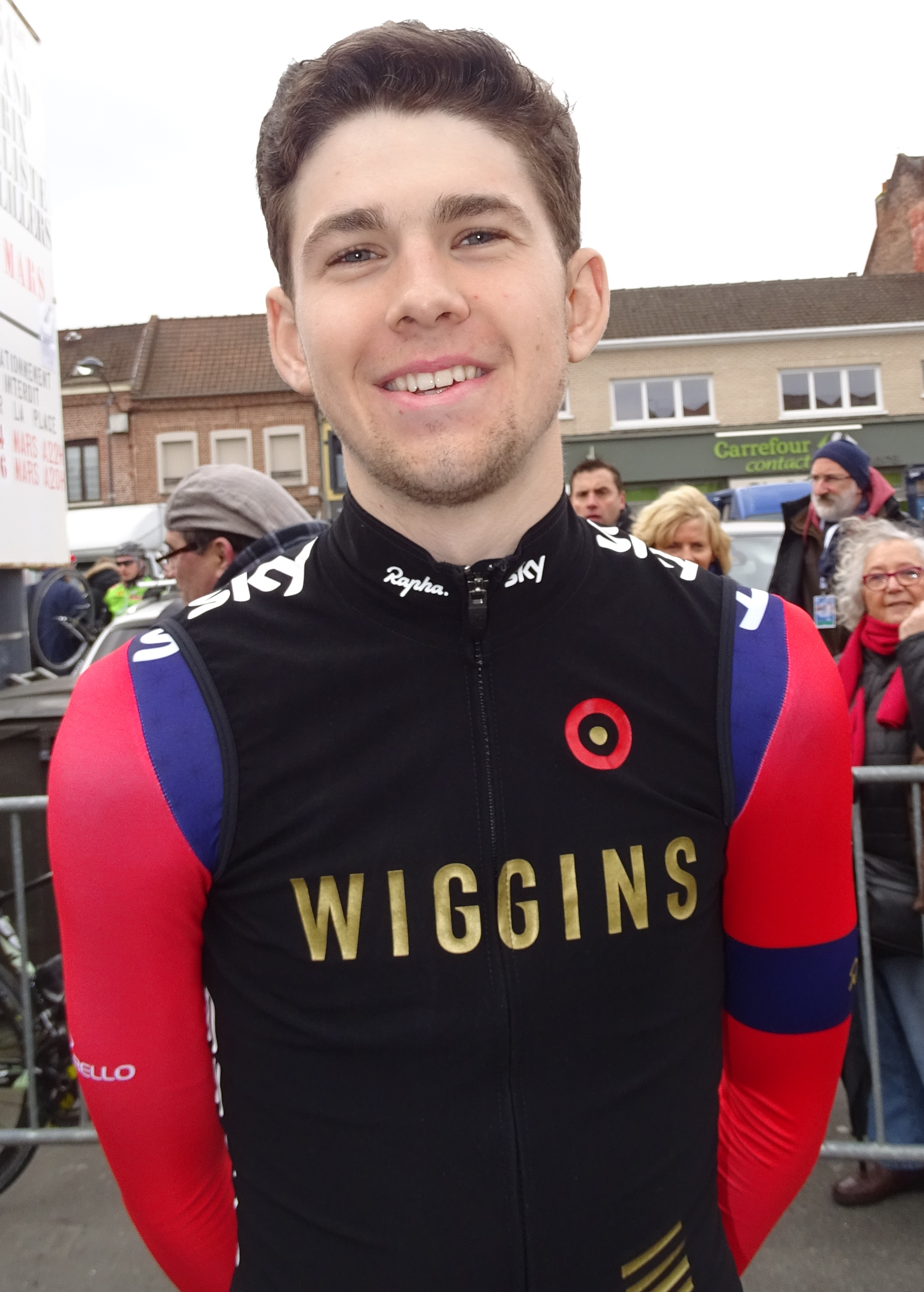
Scott Davies.
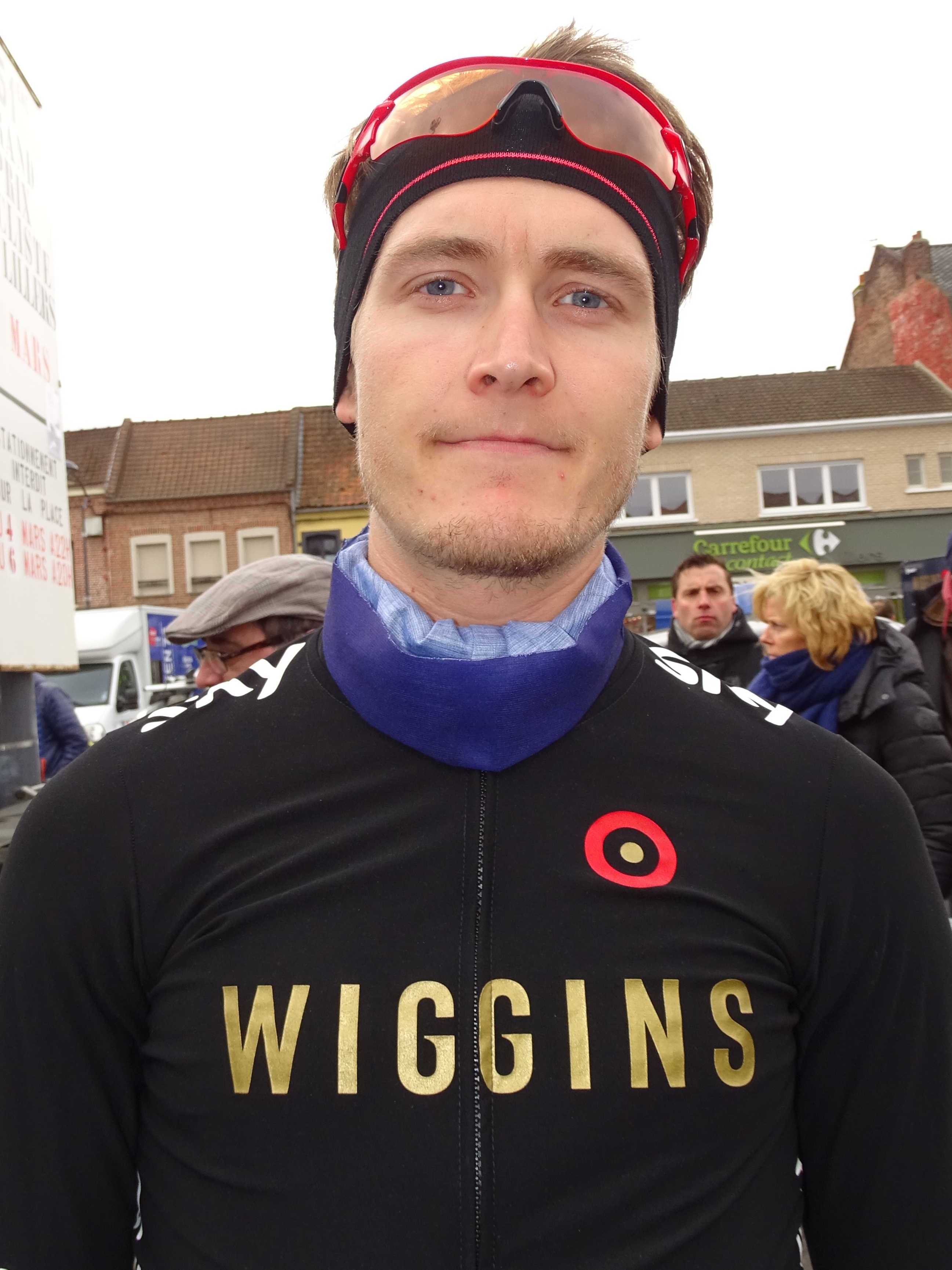
Samuel Harrison.
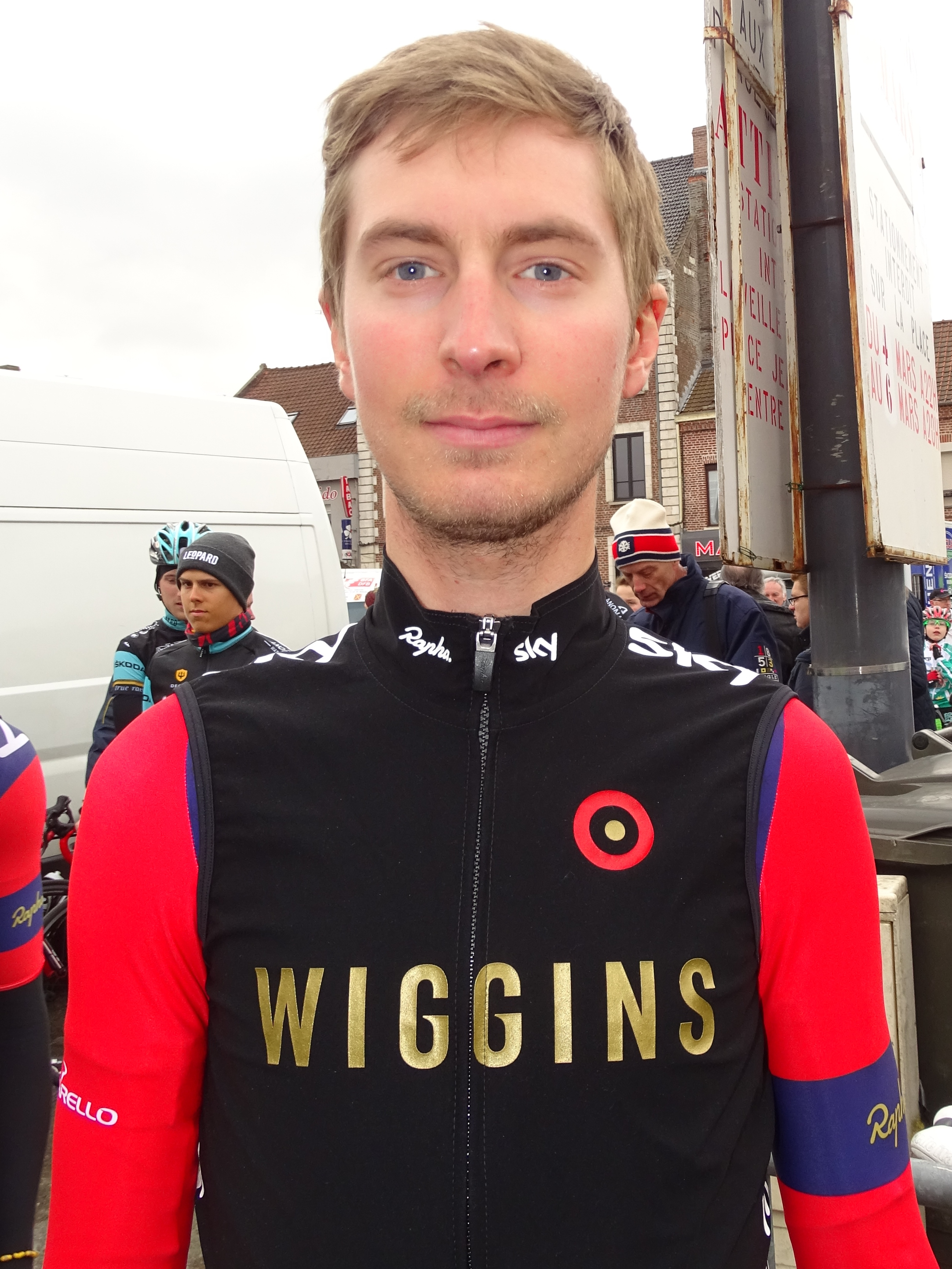
Liam Holohan.
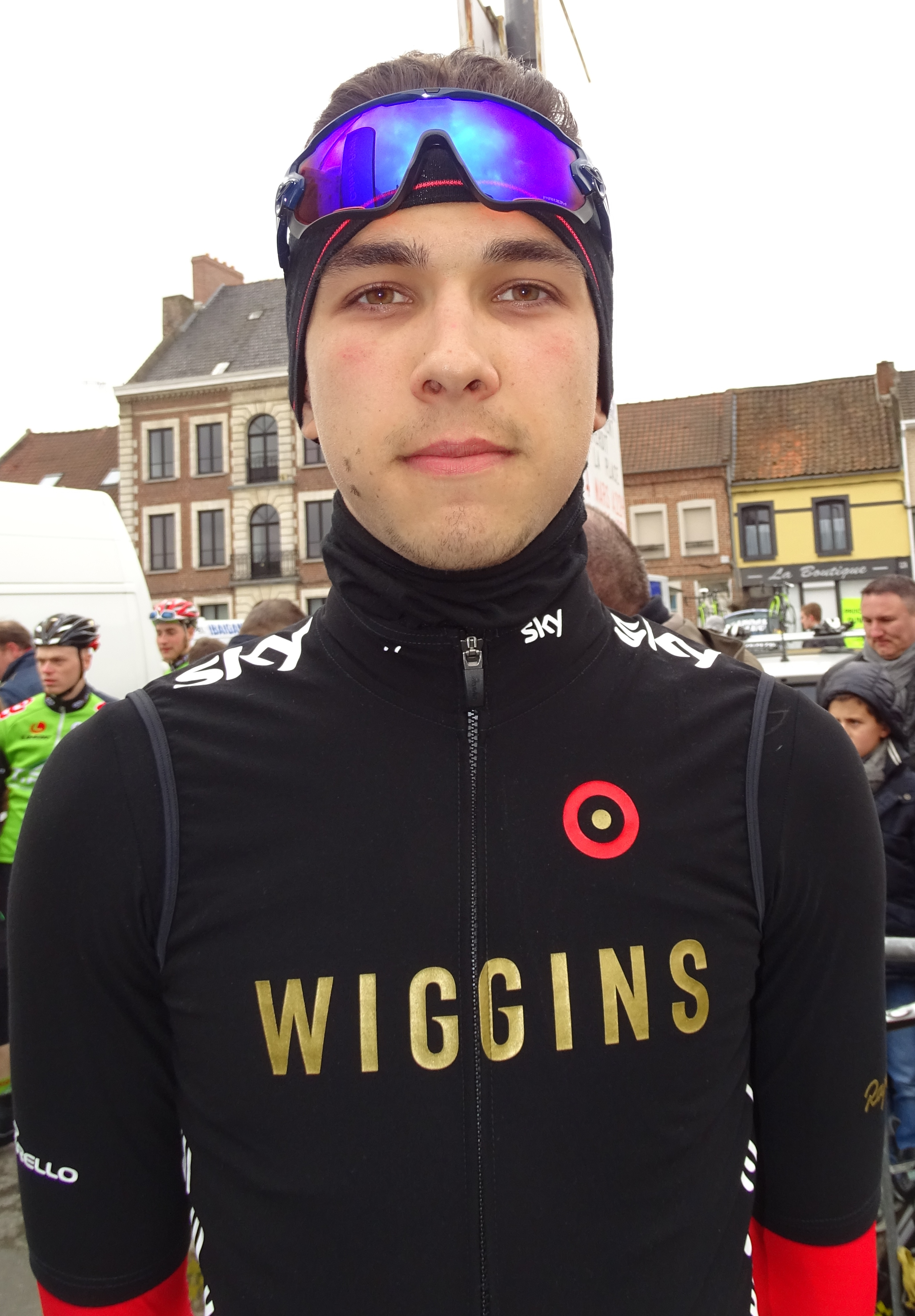
Jake Kelly.
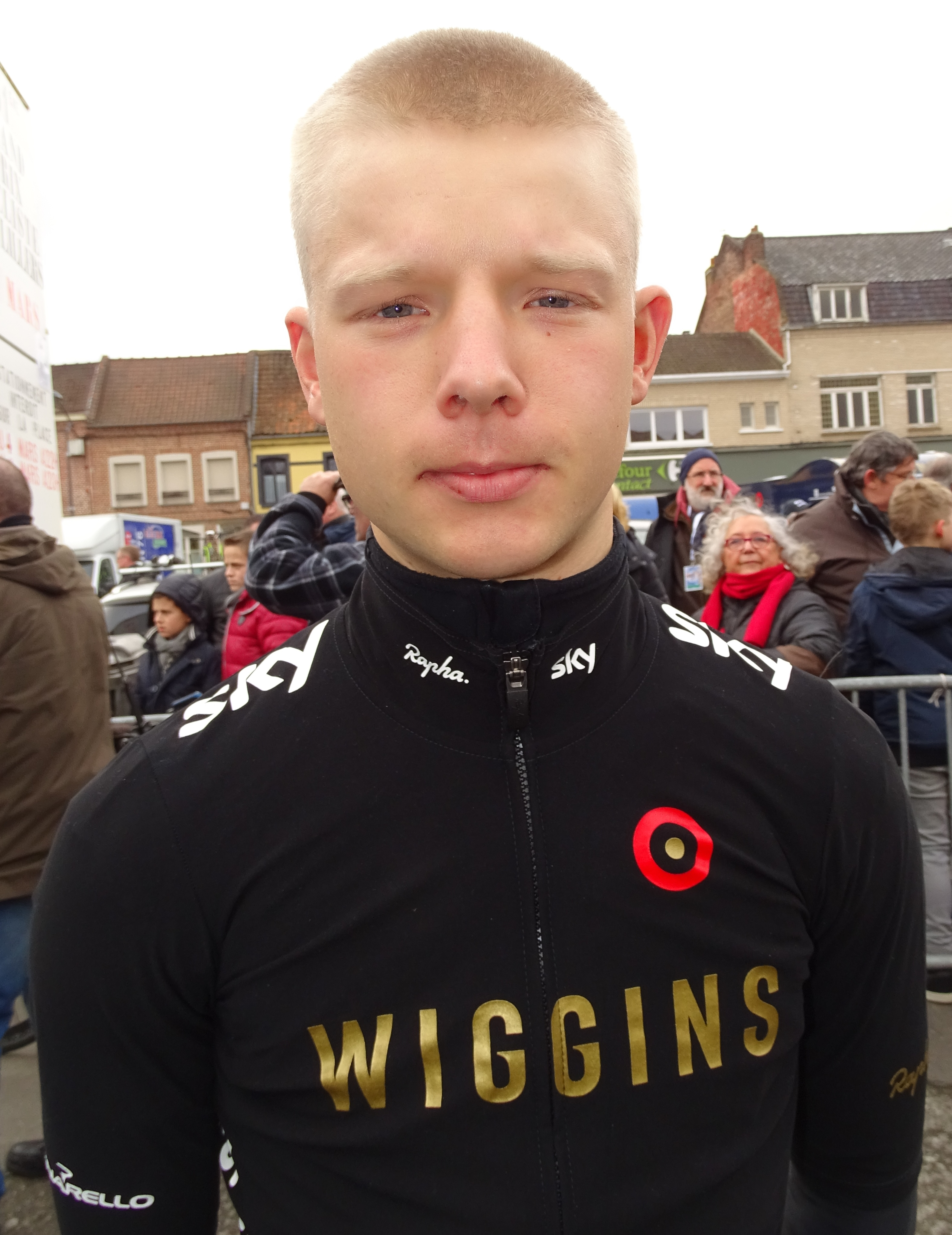
Samuel Lowe.
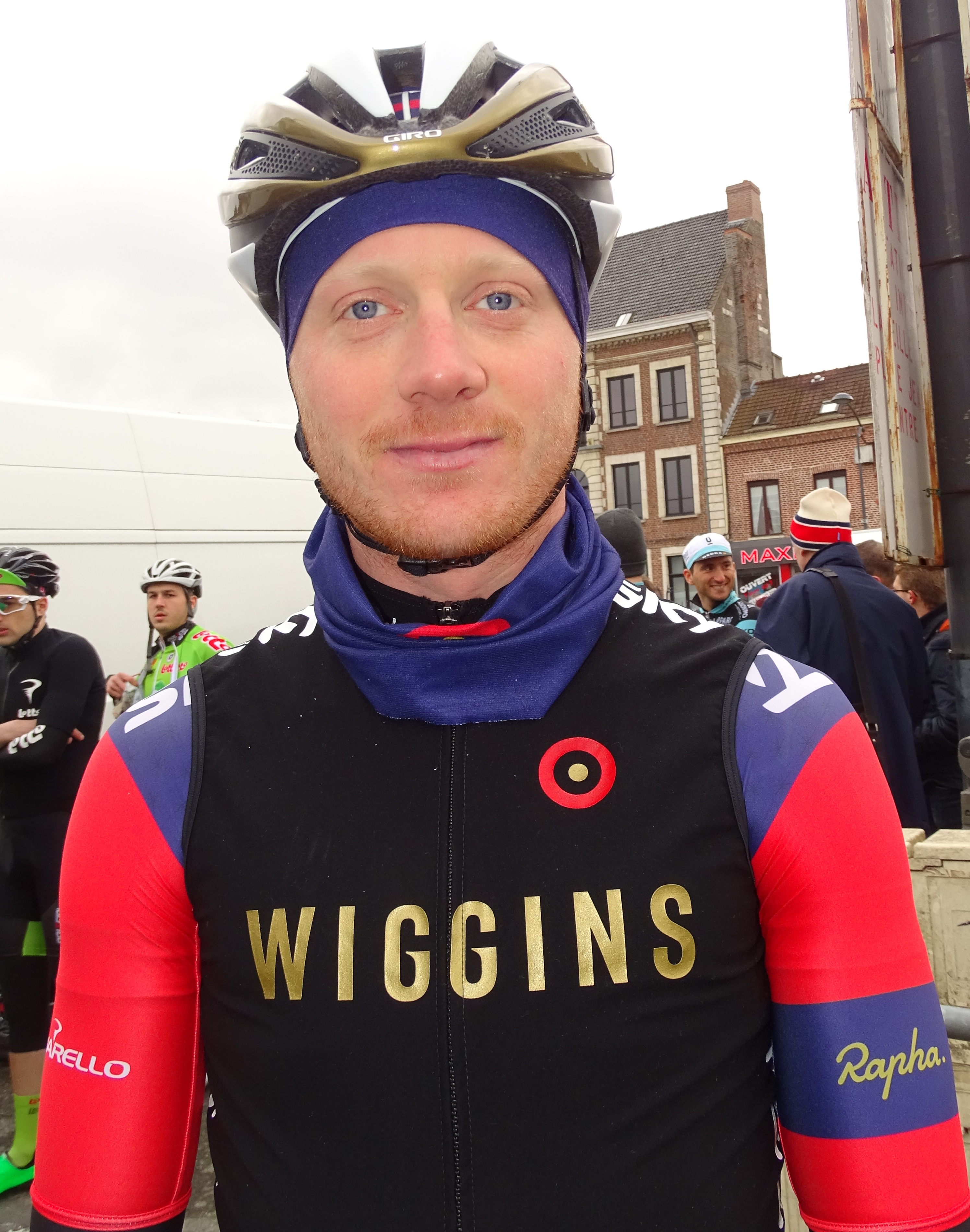
Daniel Patten.
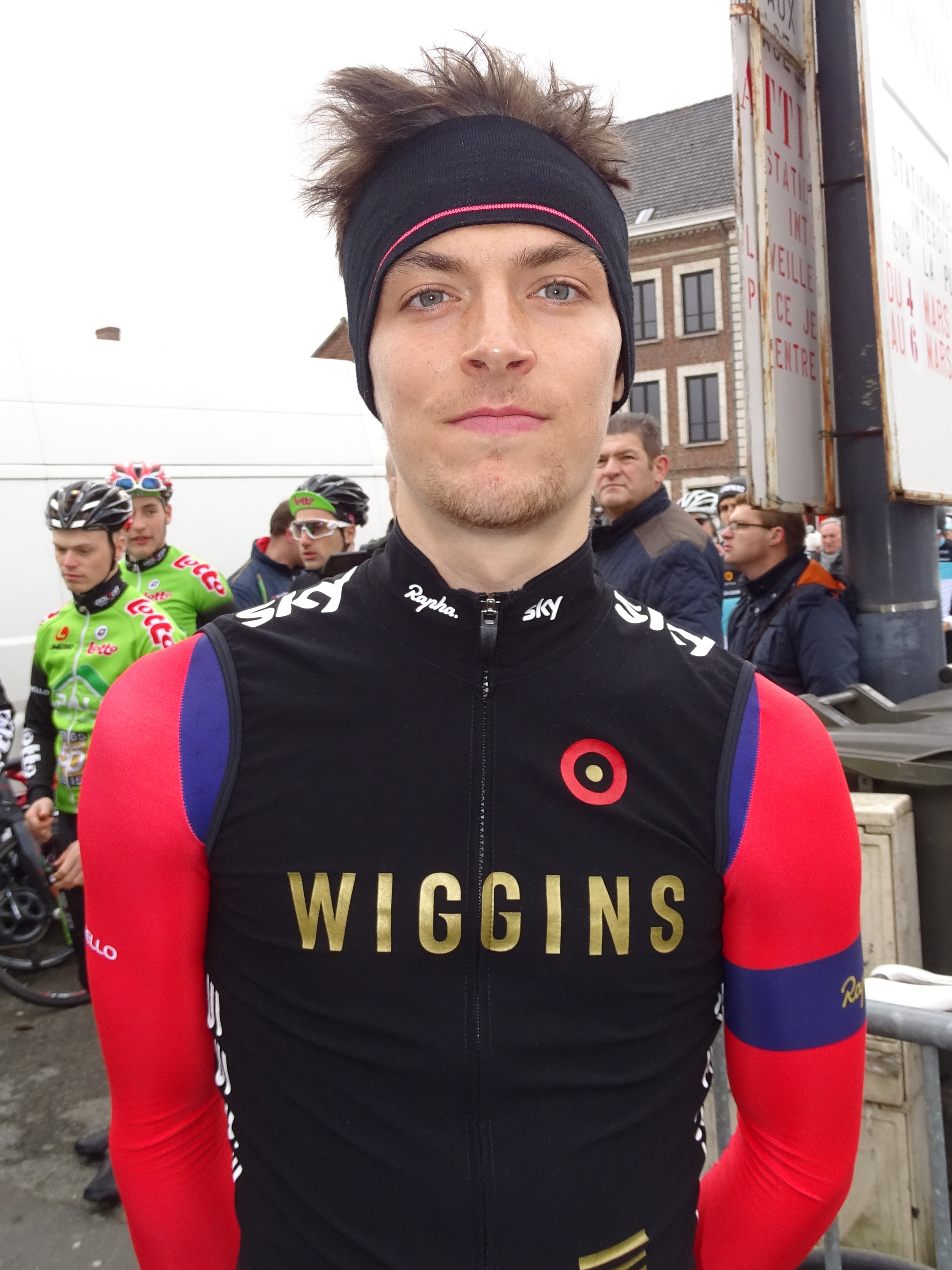
Michael Thompson.

## Bilan de la saison

### Victoires
| Date       | Course                                                     | Pays        | Classe | Vainqueur          |
| ---------- | ---------------------------------------------------------- | ----------- | ------ | ------------------ |
| 03/04/2016 | 3ea étape du Triptyque des Monts et Châteaux               | Belgique    | 2.2    | Jonathan Dibben    |
| 23/06/2016 | Championnat de Grande-Bretagne du contre-la-montre espoirs | Royaume-Uni | CN     | Scott Davies       |
| 26/06/2016 | Championnat d'Irlande sur route espoirs                    | Irlande     | CN     | Michael O'Loughlin |